# Oncideres wappesi
Oncideres wappesi är en skalbaggsart som beskrevs av Martins och Maria Helena M. Galileo 2005. Oncideres wappesi ingår i släktet Oncideres och familjen långhorningar. Inga underarter finns listade i Catalogue of Life.